# Carta severa
La Carta severa o Carta de las lágrimas fue una carta escrita a los corintios por el apóstol Pablo. Se menciona en 2 Corintios 2:4: «Porque de mucha aflicción y angustia de corazón os escribí con muchas lágrimas; no para que os entristecierais, sino para que conocierais el amor que os tengo en abundancia». Esta descripción no coincide con la de la Primera Epístola a los Corintios, por lo que existen dos teorías principales sobre la Carta severa:
1. La primera teoría es que la Carta severa se ha perdido.
2. La segunda teoría es que la «Carta severa» se conserva en 2 Corintios 10-13.[1] [2]

Para más información sobre la reconstrucción de la correspondencia de Pablo con los corintios, véase Segunda Epístola a los Corintios.